# Список депутатов Верховного Совета Латвийской ССР XI созыва

Выборы депутатов Верховного Совета Латвийской ССР XI созыва состоялись 24 февраля 1985 года. Всего было избрано 325 депутатов; состав Верховного Совета обновился на 202 человека (62,2 %). Среди депутатов было 115 женщин. 219 депутата являлись членами или кандидатами в члены КПСС, 47 — членами ВЛКСМ.
Верховный Совет Латвийской ССР XI созыва провёл 15 сессий (все — в Риге):
- 29-30 марта 1985 года (I сессия)
- 22 июня 1985 года (II сессия)
- 6 декабря 1985 года (III сессия)
- 19 июля 1986 года (IV сессия)
- 28 ноября 1986 года (V сессия)
- 10 июля 1987 года (VI сессия)
- 13 ноября 1987 года (VII сессия)
- 14-15 апреля 1988 года (VIII сессия)
- 6 октября 1988 года (IX сессия)
- 22 ноября 1988 года (X сессия)
- 5-6 мая 1989 года (XI сессия)
- 27-29 июля 1989 года (XII сессия)
- 6 октября, 10-11 ноября 1989 года (XIII сессия)
- 27-28 декабря 1989, 11-12 января 1990 года (XIV сессия)
- 15-16 февраля, 1-2 марта 1990 года (XV сессия)[2]

Следующие выборы в Верховный Совет Латвийской ССР состоялись 18 марта 1990 года.

## Список депутатов
| №   | Фамилия, имя, отчество               | Район / город              | Избирательный округ       | Примечания     |
| --- | ------------------------------------ | -------------------------- | ------------------------- | -------------- |
| 1   | Абелитис, Андрис Янович              | Рига (Ленинградский район) | Рижский № 17              |                |
| 2   | Абель, Леонид Александрович          | Рижский район              | Саулкрастский № 281       |                |
| 3   | Аболиня, Янина Антоновна             | Огрский район              | Икшкильский № 253         |                |
| 4   | Абомс, Андрис Робертович             | Добельский район           | Бенский № 186             |                |
| 5   | Абразей, Игорь Владимирович          | Рига (Ленинский район)     | Рижский № 28              |                |
| 6   | Авотс, Валдис Карлович               | Добельский район           | Аннениекский № 184        |                |
| 7   | Акменькалне, Цилда Юрьевна           | Тукумский район            | Смардский № 307           |                |
| 8   | Амбайнис, Ян Янович                  | город Даугавпилс           | Даугавпилсский № 109      |                |
| 9   | Андерсон, Имант Августович           | Рига (Кировский район)     | Рижский № 2               |                |
| 10  | Андрияускас, Витаутас Иосифович      | Рига (Пролетарский район)  | Рижский № 96              |                |
| 11  | Андрюшина, Мария Алексеевна          | Валкский район             | Валкский № 315            |                |
| 12  | Антанович, Виктор Станиславович      | Рига (Октябрьский район)   | Рижский № 65              |                |
| 13  | Анфимов, Олег Георгиевич             | Рига (Октябрьский район)   | Рижский № 67              |                |
| 14  | Апель, Агнеса Францевна              | Резекненский район         | Озолайнский № 267         |                |
| 15  | Артмане, Алида-Вия Фрицевна          | Рига (Пролетарский район)  | Рижский № 100             |                |
| 16  | Астича, Илона Робертовна             | город Юрмала               | Юрмальский № 140          |                |
| 17  | Аусеклис, Юрис Мартынович            | Тукумский район            | Яунпилсский № 305         |                |
| 18  | Багновец, Гарольд Владимирович       | город Елгава               | Елгавский № 131           |                |
| 19  | Байк, Хенрик Антонович               | Даугавпилсский район       | Калупский № 178           |                |
| 20  | Балоде, Гита Юрьевна                 | Бауский район              | Цераукстский № 163        |                |
| 21  | Балодис, Айварс Янович               | Лимбажский район           | Лимбажский № 232          |                |
| 22  | Балтинь, Гунар Андреевич             | город Елгава               | Елгавский № 133           |                |
| 23  | Балтманис, Скайдрите Вильевна        | Цесисский район            | Раунский № 173            |                |
| 24  | Балчоне, Илга Алфредовна             | Лиепайский район           | Айзпутский № 221          |                |
| 25  | Банс, Эдгарс Карлович                | Рижский район              | Бабитский № 272           |                |
| 26  | Барткевич, Леонард Леопольдович      | город Вентспилс            | Вентспилсский № 145       |                |
| 27  | Белокуров, Пётр Николаевич           | Валкский район             | Смилтенский № 313         |                |
| 28  | Бердник, Михаил Никитович            | город Вентспилс            | Вентспилсский № 144       |                |
| 29  | Берзинь, Лео Янович                  | Мадонский район            | Цесвайнский № 243         |                |
| 30  | Берзиньш, Андрис Янович              | Рига (Кировский район)     | Рижский № 1               |                |
| 31  | Берзиня, Рудите Хариевна             | Рижский район              | Олайнский № 276           |                |
| 32  | Бизюков, Владимир Георгиевич         | Рига (Ленинский район)     | Рижский № 35              |                |
| 33  | Биркенфельд, Всеволод Янович         | Рига (Октябрьский район)   | Рижский № 72              |                |
| 34  | Блекте, Янис Оскарович               | Екабпилсский район         | Екабпилсский № 197        |                |
| 35  | Блохин, Виктор Геннадиевич           | город Резекне              | Резекненский № 148        |                |
| 36  | Блумс, Янис Павлович                 | Салдусский район           | Пампальский № 289         |                |
| 37  | Блюм, Виктор Адольфович              | Лиепайский район           | Приекульский № 226        |                |
| 38  | Богомолов, Александр Иванович        | Рига (Московский район)    | Рижский № 52              |                |
| 39  | Богурдович, Антонина Антоновна       | Лудзенский район           | Зилупский № 242           |                |
| 40  | Бонат, Янис Павлович                 | Бауский район              | Пилсрундальский № 166     |                |
| 41  | Бондарева, Регина Николаевна         | Валкский район             | Карский № 312             |                |
| 42  | Бреймане, Бригита Яновна             | Екабпилсский район         | Лейманский № 199          |                |
| 43  | Бресис, Вилнис Эдвин                 | город Елгава               | Елгавский № 128           | доизбран       |
| 44  | Бриль, Антон Пиусович                | Алуксненский район         | Калнцемпский № 154        |                |
| 45  | Британс, Янис Петрович               | Лимбажский район           | Салацгривский № 233       |                |
| 46  | Броделис, Янис Янович                | Рига (Московский район)    | Рижский № 63              |                |
| 47  | Брокан, Валериян Янович              | Рига (Ленинградский район) | Рижский № 18              |                |
| 48  | Буйлис, Алдонис Альфредович          | Мадонский район            | Мадонский № 248           |                |
| 49  | Буковска, Майга Яновна               | Гулбенский район           | Лизумский № 194           |                |
| 50  | Бумбур, Илгонис Адолфович            | город Юрмала               | Юрмальский № 134          |                |
| 51  | Бурлакова, Екатерина Степановна      | город Даугавпилс           | Даугавпилсский № 107      |                |
| 52  | Буш, Анатолий Васильевич             | Кулдигский район           | Скрундский № 219          |                |
| 53  | Вавилова, Валентина Петровна         | город Елгава               | Елгавский № 126           |                |
| 54  | Вагрис, Ян Янович                    | Рига (Пролетарский район)  | Рижский № 87              |                |
| 55  | Вайводс, Янис Янович                 | Прейльский район           | Ливанский № 258           |                |
| 56  | Валескалн, Пётр Иванович             | Рига (Пролетарский район)  | Рижский № 95              |                |
| 57  | Ванаг, Леопольд Павлович             | город Даугавпилс           | Даугавпилсский № 112      |                |
| 58  | Варнас, Витаутас Павлович            | Балвский район             | Балвский № 157            |                |
| 59  | Василенок, Андрей Евгеньевич         | Рига (Московский район)    | Рижский № 57              |                |
| 60  | Васильева, Елена Анатольевна         | Рига (Московский район)    | Рижский № 50              |                |
| 61  | Верро, Рудольф Оттович               | Цесисский район            | Страупский № 174          |                |
| 62  | Винджинайте, Инесе Болеславовна      | Рига (Пролетарский район)  | Рижский № 92              |                |
| 63  | Витол, Леон Петрович                 | Лиепайский район           | Вайнёдский № 228          |                |
| 64  | Витолиньш, Эдгарс Кристапович        | город Лиепая               | Лиепайский № 118          |                |
| 65  | Войка, Арвид Александрович           | Тукумский район            | Энгурский № 304           |                |
| 66  | Врублевский, Аркадий Казимирович     | Стучкинский район          | Стучкинский № 295         |                |
| 67  | Гашпуйте, Валентина Казимировна      | Добельский район           | Ауцский № 185             |                |
| 68  | Гейба, Янис Алоизович                | Даугавпилсский район       | Калкунский № 177          |                |
| 69  | Гейда, Александра Федотовна          | город Резекне              | Резекненский № 147        |                |
| 70  | Гибиете, Ирена Яновна                | город Лиепая               | Лиепайский № 119          |                |
| 71  | Глушнева, Сиклицикия Георгиевна      | Резекненский район         | Дриценский № 264          |                |
| 72  | Голодов, Николай Никитович           | город Лиепая               | Лиепайский № 124          |                |
| 73  | Голубев, Георгий Алексеевич          | Резекненский район         | Малтский № 266            |                |
| 74  | Горбунов, Анатолий Валерьянович      | Рига (Ленинградский район) | Рижский № 12              |                |
| 75  | Гордеева, Сильвия Манфредовна        | Рига (Московский район)    | Рижский № 56              |                |
| 76  | Горис, Айвар Янович                  | Рижский район              | Вангажский № 285          |                |
| 77  | Градковский, Валентин Болеславович   | город Даугавпилс           | Даугавпилсский № 113      |                |
| 78  | Гранцовска, Геновефа Антоновна       | Рига (Октябрьский район)   | Рижский № 73              |                |
| 79  | Грасмане, Велта Юрьевна              | Лиепайский район           | Циравский № 222           |                |
| 80  | Грибоника, Бронислава Францевна      | Рига (Пролетарский район)  | Рижский № 80              |                |
| 81  | Гром, Григорий Иванович              | Рига (Ленинский район)     | Рижский № 29              |                |
| 82  | Грудулс, Антон Янович                | Тукумский район            | Тукумский городской № 308 |                |
| 83  | Гулин, Станислав Васильевич          | Рига (Московский район)    | Рижский № 61              |                |
| 84  | Гусев, Николай Иванович              | город Резекне              | Резекненский № 151        |                |
| 85  | Дамбиниека, Зинаида Адамовна         | Талсинский район           | Стендский № 301           |                |
| 86  | Дамбис, Айвар Альбертович            | Рига (Ленинградский район) | Рижский № 13              |                |
| 87  | Дарге, Марите Петровна               | Рига (Пролетарский район)  | Рижский № 82              |                |
| 88  | Дексне, Лидия Яновна                 | Рига (Октябрьский район)   | Рижский № 68              |                |
| 89  | Денисенко, Нина Владимировна         | город Даугавпилс           | Даугавпилсский № 102      |                |
| 90  | Дзенитис, Янис Эдуардович            | Рига (Ленинградский район) | Рижский № 24              |                |
| 91  | Дмитриев, Валентин Иванович          | Рига (Октябрьский район)   | Рижский № 77              |                |
| 92  | Дмитриев, Юрий Николаевич            | Краславский район          | Граверский № 212          |                |
| 93  | Доброва, Лидия Ивановна              | Балвский район             | Вилякский № 161           |                |
| 94  | Дрейбанде, Эльвира Георгиевна        | Лудзенский район           | Лудзенский № 238          |                |
| 95  | Дреймане, Айна Яновна                | Рижский район              | Адажский № 271            |                |
| 96  | Дризул, Александр Арвидович          | Рига (Московский район)    | Рижский № 38              |                |
| 97  | Дрозд, Ирина Петровна                | город Даугавпилс           | Даугавпилсский № 106      |                |
| 98  | Дрозд, Михаил Филиппович             | Елгавский район            | Озолниекский № 207        |                |
| 99  | Дубра, Мечислав Язепович             | Мадонский район            | Калснавский № 245         |                |
| 100 | Душкевич, Тимофей Лаврентьевич       | город Даугавпилс           | Даугавпилсский № 110      |                |
| 101 | Дырченко, Виктор Иванович            | Рига (Октябрьский район)   | Рижский № 64              |                |
| 102 | Дьячков, Евгений Петрович            | город Резекне              | Резекненский № 150        |                |
| 103 | Егоров, Владимир Демьянович          | Тукумский район            | Кандавский № 306          |                |
| 104 | Елинска, Анита Валдовна              | Добельский район           | Добельский № 189          |                |
| 105 | Емец, Иван Артёмович                 | Рига (Московский район)    | Рижский № 51              |                |
| 106 | Ерохин, Владимир Петрович            | Рига (Московский район)    | Рижский № 37              |                |
| 107 | Еце, Зигрида Андреевна               | Лиепайский район           | Павилостский № 225        |                |
| 108 | Жарская, Мара Яновна                 | город Лиепая               | Лиепайский № 117          |                |
| 109 | Желвис, Вероника Антоновна           | Даугавпилсский район       | Вишкский № 183            |                |
| 110 | Жизневский, Викентий Степанович      | Тукумский район            | Тукумский городской № 309 |                |
| 111 | Заке, Лилита Зигмундовна             | Екабпилсский район         | Акнистский № 195          |                |
| 112 | Замаляуска, Анна Яновна              | Рига (Пролетарский район)  | Рижский № 98              |                |
| 113 | Зариня, Эмилия Казимировна           | Стучкинский район          | Неретский № 293           |                |
| 114 | Збитковска, Инара Леоновна           | Рига (Октябрьский район)   | Рижский № 75              |                |
| 115 | Звирбуле, Алисе Индриковна           | Кулдигский район           | Снепельский № 220         |                |
| 116 | Земрибо, Гвидо Аугустович            | Талсинский район           | Дундагский № 297          |                |
| 117 | Зиедонис, Имантс Янович              | Огрский район              | Огрский № 251             |                |
| 118 | Зиемеле, Ирина Константиновна        | Стучкинский район          | Яунелгавский № 291        |                |
| 119 | Зиле, Андрей Августович              | Резекненский район         | Вилянский № 270           |                |
| 120 | Зиле, Любовь Яковлевна               | Рига (Пролетарский район)  | Рижский № 81              |                |
| 121 | Зорин, Карл Эрнестович               | Резекненский район         | Берзгальский № 263        |                |
| 122 | Зукул, Станислав Викторович          | Рига (Московский район)    | Рижский № 62              |                |
| 123 | Иванова, Агния Андреевна             | Прейльский район           | Прейльский № 259          |                |
| 124 | Иванова, Татьяна Анатольевна         | Рига (Октябрьский район)   | Рижский № 66              |                |
| 125 | Иесалниекс, Петерис Аугустович       | город Лиепая               | Лиепайский № 120          |                |
| 126 | Илзена, Зинаида Ивановна             | Мадонский район            | Лубанский № 246           |                |
| 127 | Калейс, Янис Александрович           | Елгавский район            | Калнциемский № 205        |                |
| 128 | Калнберз, Виктор Константинович      | Рига (Октябрьский район)   | Рижский № 71              |                |
| 129 | Канеп, Вильгельм Вильгельмович       | Рига (Ленинский район)     | Рижский № 33              |                |
| 130 | Кантманис, Айварс Янович             | город Вентспилс            | Вентспилсский № 142       |                |
| 131 | Карклинь, Ояр Янович                 | Краславский район          | Краславский № 214         |                |
| 132 | Карклис, Валдис Екабович             | Талсинский район           | Валдемарпилсский № 303    |                |
| 133 | Каткевич, Бирута Язеповна            | Рижский район              | Стопинский № 284          |                |
| 134 | Каупуж, Владимир Ильич               | Елгавский район            | Элейский № 203            |                |
| 135 | Кафтайлов, Николай Иванович          | Валмиерский район          | Валмиерский № 322         |                |
| 136 | Кевиш, Владимир Станиславович        | Балвский район             | Тилжский № 159            |                |
| 137 | Кейселе, Регина Яновна               | Лудзенский район           | Пилдский № 241            |                |
| 138 | Киреев, Вячеслав Евдокимович         | Рига (Октябрьский район)   | Рижский № 76              |                |
| 139 | Кирфа, Дайга Артуровна               | Валмиерский район          | Каугурский № 317          |                |
| 140 | Клауцен, Арнольд Петрович            | Рига (Московский район)    | Рижский № 54              |                |
| 141 | Клибик, Валентина Сергеевна          | Бауский район              | Бауский № 162             |                |
| 142 | Кнексис, Илгонис Янович              | Цесисский район            | Цесисский № 168           |                |
| 143 | Комарова, Елена Васильевна           | Рига (Московский район)    | Рижский № 58              |                |
| 144 | Коношонок, Дайна Карловна            | Тукумский район            | Земитский № 310           |                |
| 145 | Корнелиус, Феликс Арестович          | Рига (Пролетарский район)  | Рижский № 86              |                |
| 146 | Котова, Галина Фёдоровна             | Цесисский район            | Вецпиебалгский № 175      |                |
| 147 | Кравцова, Антонина Леонтьевна        | Лудзенский район           | Истринский № 236          |                |
| 148 | Кранатс, Янис Арвидович              | Алуксненский район         | Апский № 153              |                |
| 149 | Круминь, Виктор Михайлович           | Стучкинский район          | Плявинский № 294          |                |
| 150 | Круминьш, Арвид Рихардович           | город Елгава               | Елгавский № 128           |                |
| 151 | Круминьш, Язеп Антонович             | Рига (Пролетарский район)  | Рижский № 91              |                |
| 152 | Кузнецов, Георгий Андреевич          | Рига (Ленинградский район) | Рижский № 11              |                |
| 153 | Кузнецов, Гунар Леонидович           | Лудзенский район           | Цибльский № 235           |                |
| 154 | Кузьмина, Анна Фёдоровна             | Рига (Ленинградский район) | Рижский № 20              |                |
| 155 | Кулешов, Николай Абрамович           | Рига (Московский район)    | Рижский № 42              |                |
| 156 | Курашов, Александр Платонович        | Резекненский район         | Ружинский № 269           |                |
| 157 | Курпниекс, Волдемарс Янович          | Лимбажский район           | Лиепупский № 231          |                |
| 158 | Кучина, Валентина Петровна           | Резекненский район         | Каунатский № 265          |                |
| 159 | Лавендел, Эгон Эдгарович             | Рига (Кировский район)     | Рижский № 8               |                |
| 160 | Лаврецкий, Григорий Степанович       | Даугавпилсский район       | Скрудалиенский № 181      |                |
| 161 | Лакшс, Илмарс Карлович               | Вентспилсский район        | Пилтенский № 323          |                |
| 162 | Лаудам, Альберт Янович               | Талсинский район           | Талсинский № 302          |                |
| 163 | Лаукман, Владимир Давидович          | Рига (Ленинградский район) | Рижский № 19              |                |
| 164 | Ленёв, Олег Константинович           | Рига (Пролетарский район)  | Рижский № 93              |                |
| 165 | Леонов, Николай Николаевич           | Рига (Московский район)    | Рижский № 45              |                |
| 166 | Лесиня, Анита Брониславовна          | Екабпилсский район         | Крустпилсский № 198       |                |
| 167 | Лиепа, Елена Ивановна                | Елгавский район            | Яунсвирлаукский № 204     |                |
| 168 | Лиепиньш, Янис Альбертович           | город Лиепая               | Лиепайский № 125          |                |
| 169 | Линде, Эдгар Валдемарович            | город Лиепая               | Лиепайский № 123          |                |
| 170 | Литауниеце, Моника Петровна          | Прейльский район           | Риебинский № 260          |                |
| 171 | Логина, Дайга Андреевна              | Валкский район             | Билский № 311             |                |
| 172 | Лоскутов, Геннадий Николаевич        | Рига (Пролетарский район)  | Рижский № 84              |                |
| 173 | Лубоцкий, Лев Давидович              | Огрский район              | Парогрский № 252          |                |
| 174 | Лудборж, Янис Янович                 | Лудзенский район           | Наутренский № 240         |                |
| 175 | Лусс, Гуна Эрнестовна                | Рига (Ленинградский район) | Рижский № 22              |                |
| 176 | Лысак, Юрий Иванович                 | Рига (Московский район)    | Рижский № 59              |                |
| 177 | Магдебургере, Валия Антоновна        | Рижский район              | Сигулдский № 283          |                |
| 178 | Малнаце, Дайна Эдуардовна            | Цесисский район            | Цесисский № 169           |                |
| 179 | Маркот, Волдемар Григорьевич         | город Юрмала               | Юрмальский № 136          |                |
| 180 | Мартинсоне, Метра-Зилвия Освалдовна  | Стучкинский район          | Скриверский № 296         |                |
| 181 | Мархилевич, Бернард Станиславович    | Даугавпилсский район       | Науенский № 180           |                |
| 182 | Масалитин, Пётр Николаевич           | Рижский район              | Сигулдский № 282          |                |
| 183 | Масальский, Антон Антонович          | Гулбенский район           | Белявский № 191           |                |
| 184 | Матиса, Рута Яновна                  | Валмиерский район          | Мазсалацский № 319        |                |
| 185 | Матисане, Ирена Антоновна            | Рига (Ленинский район)     | Рижский № 36              |                |
| 186 | Матисон, Лаймон Херманович           | Рига (Кировский район)     | Рижский № 4               |                |
| 187 | Матуле, Венеранда Яновна             | Рижский район              | Кекавский № 274           |                |
| 188 | Маурере-Маурате, Визма Петровна      | Рига (Ленинский район)     | Рижский № 25              |                |
| 189 | Махов, Евгений Николаевич            | город Лиепая               | Лиепайский № 114          |                |
| 190 | Миллер, Висварис Оттович             | Рига (Кировский район)     | Рижский № 5               |                |
| 191 | Милюкова, Валия Сергеевна            | Талсинский район           | Ройский № 299             |                |
| 192 | Мисан, Роберт Петрович               | Огрский район              | Ледманский № 255          |                |
| 193 | Мисанс, Леонард Петрович             | Краславский район          | Берзинский № 210          |                |
| 194 | Михеев, Владимир Иванович            | Талсинский район           | Сабильский № 300          |                |
| 195 | Мицкус, Сподра Екабовна              | Рижский район              | Балдонский № 273          |                |
| 196 | Моисеенко, Григорий Фёдорович        | Рига (Октябрьский район)   | Рижский № 70              |                |
| 197 | Муцениекс, Имантс Янович             | Лимбажский район           | Алойский № 229            |                |
| 198 | Несауле, Янис Эрикович               | Добельский район           | Берзский № 187            |                |
| 199 | Нижник, Валентин Андреевич           | Рига (Пролетарский район)  | Рижский № 97              |                |
| 200 | Новиков, Василий Петрович            | Рига (Московский район)    | Рижский № 44              |                |
| 201 | Нюкша, Константин Иванович           | Рига (Октябрьский район)   | Рижский № 74              |                |
| 202 | Озола, Анда Арновна                  | Рига (Московский район)    | Рижский № 55              |                |
| 203 | Озола, Рута Михайловна               | Екабпилсский район         | Межарский № 200           |                |
| 204 | Озолс, Эгилс Мартынович              | город Лиепая               | Лиепайский № 115          |                |
| 205 | Орлов, Анатолий Иванович             | Краславский район          | Аулейский № 209           |                |
| 206 | Осман, Зигмунд Донатович             | Рига (Московский район)    | Рижский № 53              |                |
| 207 | Охерин, Янис Янович                  | Кулдигский район           | Кулдигский № 218          |                |
| 208 | Паршуто, Вера Ивановна               | город Вентспилс            | Вентспилсский № 143       |                |
| 209 | Паулс, Раймонд Волдемарович          | Бауский район              | Вецумниекский № 167       |                |
| 210 | Пашкова, Галина Михайловна           | город Даугавпилс           | Даугавпилсский № 111      |                |
| 211 | Пелцис, Аусма Албертовна             | Добельский район           | Терветский № 190          |                |
| 212 | Петерсон, Эрик Карлович              | Прейльский район           | Рудзетский № 261          |                |
| 213 | Петерсоне, Луция Яновна              | Лимбажский район           | Видрижский № 234          |                |
| 214 | Петкевич, Зигмунт Станиславович      | Резекненский район         | Рикавский № 268           |                |
| 215 | Пилениекс, Илмарс Екабович           | Кулдигский район           | Кабильский № 217          |                |
| 216 | Пилиникс, Владислав Степанович       | город Резекне              | Резекненский № 149        |                |
| 217 | Погорелов, Николай Борисович         | Рига (Московский район)    | Рижский № 41              |                |
| 218 | Пойша, Дзинтра Адольфовна            | Гулбенский район           | Яунгулбенский № 193       |                |
| 219 | Покшанс, Юрис Казимирович            | Даугавпилсский район       | Илукстский № 176          |                |
| 220 | Прауде, Альберт Владимирович         | Рига (Октябрьский район)   | Рижский № 69              |                |
| 221 | Прауде, Роберт Владимирович          | Екабпилсский район         | Екабпилсский № 196        |                |
| 222 | Прокопеня, Николай Семёнович         | Рижский район              | Саласпилсский № 279       |                |
| 223 | Пуго, Борис Карлович                 | Рига (Пролетарский район)  | Рижский № 85              |                |
| 224 | Пудниекс, Петерис Владимирович       | Огрский район              | Мадлиенский № 256         |                |
| 225 | Пузыревский, Виктор Антонович        | город Даугавпилс           | Даугавпилсский № 104      |                |
| 226 | Пука, Зента Язеповна                 | Балвский район             | Викснинский № 160         |                |
| 227 | Пурин, Бруно Андреевич               | Рига (Московский район)    | Рижский № 46              |                |
| 228 | Пуркалне, Марите Яновна              | Стучкинский район          | Кокнесский № 292          |                |
| 229 | Пуце, Янис Арвидович                 | Рига (Ленинский район)     | Рижский № 27              |                |
| 230 | Пяникова, Валентина Александровна    | Рига (Московский район)    | Рижский № 47              |                |
| 231 | Равиня, Лилита Илмаровна             | Рига (Пролетарский район)  | Рижский № 88              |                |
| 232 | Радзиевская, Екатерина Александровна | город Даугавпилс           | Даугавпилсский № 108      |                |
| 233 | Радзишевский, Владимир Юрьевич       | Рига (Московский район)    | Рижский № 43              |                |
| 234 | Разминовича, Марга Артуровна         | Цесисский район            | Яунпиебалгский № 170      |                |
| 235 | Ракевич, Виктор Константинович       | Рига (Пролетарский район)  | Рижский № 90              |                |
| 236 | Раман, Миервалд Леонидович           | город Лиепая               | Лиепайский № 121          |                |
| 237 | Рачицкая, Валентина Генриховна       | Краславский район          | Индрский № 213            |                |
| 238 | Реймане, Ирена Альбертовна           | Рига (Московский район)    | Рижский № 49              |                |
| 239 | Ретикис, Алфред Вилисович            | Рига (Московский район)    | Рижский № 60              |                |
| 240 | Риваре, Моника Альбертовна           | Прейльский район           | Аглонский № 257           |                |
| 241 | Риекстс, Янис Петрович               | Мадонский район            | Эргльский № 244           |                |
| 242 | Рикша, Сармите Петровна              | Валмиерский район          | Дикльский № 316           |                |
| 243 | Родэ, Эдуард Петрович                | Цесисский район            | Нитаурский № 171          |                |
| 244 | Розенберг, Аркадий Эдуардович        | город Юрмала               | Юрмальский № 138          |                |
| 245 | Ростовска, Ливия Матисовна           | Рига (Кировский район)     | Рижский № 9               |                |
| 246 | Рубикс, Алфредс Петрович             | Рига (Ленинградский район) | Рижский № 21              |                |
| 247 | Рубэн, Юрий Янович                   | Рига (Ленинский район)     | Рижский № 30              |                |
| 248 | Рукмане, Марите Карловна             | город Елгава               | Елгавский № 129           |                |
| 249 | Рутенберг, Карл Карлович             | Талсинский район           | Лауциенский № 298         |                |
| 250 | Рыбальченко, Пётр Александрович      | город Даугавпилс           | Даугавпилсский № 105      |                |
| 251 | Рымашевский, Владимир Францевич      | Салдусский район           | Лутриньский № 288         |                |
| 252 | Савицкая, Тамара Ивановна            | Рига (Ленинский район)     | Рижский № 31              |                |
| 253 | Салениекс, Янис Андреевич            | Салдусский район           | Эзерский № 287            |                |
| 254 | Салпутра, Рудольф Густавович         | город Даугавпилс           | Даугавпилсский № 103      |                |
| 255 | Самсонс, Вилис Петрович              | Мадонский район            | Вараклянский № 249        |                |
| 256 | Сварс, Эдвинс Лапинович              | Алуксненский район         | Алуксненский № 152        |                |
| 257 | Свике, Вера Петровна                 | город Елгава               | Елгавский № 132           |                |
| 258 | Седых, Владимир Иванович             | город Вентспилс            | Вентспилсский № 141       |                |
| 259 | Селиванов, Александр Иванович        | город Лиепая               | Лиепайский № 116          |                |
| 260 | Семане, Валда Элмаровна              | город Елгава               | Елгавский № 130           |                |
| 261 | Сиденко, Аркадий Петрович            | Рига (Ленинский район)     | Рижский № 32              |                |
| 262 | Синельникова, Марина Александровна   | Рижский район              | Олайнский № 277           |                |
| 263 | Скоста, Лудис Петрович               | Екабпилсский район         | Сальский № 201            |                |
| 264 | Скудра, Соломея Донатовна            | Рига (Пролетарский район)  | Рижский № 79              |                |
| 265 | Скуиньш, Висвалдис Волдемарович      | Валмиерский район          | Руйиенский № 321          |                |
| 266 | Следе, Эгон Эдгарович                | город Даугавпилс           | Даугавпилсский № 101      |                |
| 267 | Смирнова, Вера Владимировна          | Рига (Ленинский район)     | Рижский № 34              |                |
| 268 | Соколов, Борис Геннадьевич           | Рига (Московский район)    | Рижский № 48              |                |
| 269 | Соловьёв, Виктор Саввович            | Прейльский район           | Упмальский № 262          |                |
| 270 | Соловьёва, Тереза Болеславовна       | Рига (Кировский район)     | Рижский № 7               |                |
| 271 | Стакла, Николай Александрович        | Рига (Пролетарский район)  | Рижский № 94              |                |
| 272 | Старастниеце, Рита Васильевна        | Балвский район             | Ругайский № 158           |                |
| 273 | Степаненко, Николай Иванович         | Краславский район          | Удришский № 215           |                |
| 274 | Страздиньш, Волдемар Янович          | Рига (Ленинградский район) | Рижский № 15              |                |
| 275 | Страутинь, Ивар Фрицевич             | Алуксненский район         | Маркалнский № 155         |                |
| 276 | Страутманис, Пётр Якубович           | Рига (Кировский район)     | Рижский № 3               |                |
| 277 | Строганов, Филипп Феоктистович       | Лудзенский район           | Мердзенский № 239         |                |
| 278 | Строде, Алида Антоновна              | Мадонский район            | Ляудонский № 247          |                |
| 279 | Строде, Майя Юрьевна                 | Лимбажский район           | Катварский № 230          |                |
| 280 | Стунгревиц, Освалд Карлович          | Гулбенский район           | Гулбенский № 192          |                |
| 281 | Тарасевич, Анна Войтеховна           | Рига (Московский район)    | Рижский № 40              |                |
| 282 | Терентьев, Иван Семёнович            | Вентспилсский район        | Зирский № 325             |                |
| 283 | Терехов, Василий Семёнович           | Рига (Октябрьский район)   | Рижский № 78              |                |
| 284 | Тимофеев, Виктор Герасимович         | город Елгава               | Елгавский № 127           | умер 9.04.1986 |
| 285 | Туканс, Донат Станиславович          | город Юрмала               | Юрмальский № 137          |                |
| 286 | Тумовс-Бекис, Язеп Донатович         | Балвский район             | Балтинавский № 156        |                |
| 287 | Усинь, Николай Юльевич               | город Юрмала               | Юрмальский № 135          |                |
| 288 | Усс, Ирина Александровна             | Бауский район              | Межотненский № 165        |                |
| 289 | Ухов, Георгий Владимирович           | Салдусский район           | Салдусский № 290          |                |
| 290 | Фёдорова, Янина Станиславовна        | Даугавпилсский район       | Ликснинский № 179         |                |
| 291 | Ферапонтов, Валентин Фёдорович       | Рига (Ленинградский район) | Рижский № 16              |                |
| 292 | Фогеле, Байба Эдуардовна             | Рига (Московский район)    | Рижский № 39              |                |
| 293 | Фомин, Владимир Парфирьевич          | Салдусский район           | Броценский № 286          |                |
| 294 | Фрейберг, Леонид Эдуардович          | Добельский район           | Бикстский № 188           |                |
| 295 | Хартмане, Вилма Яновна               | Лиепайский район           | Дурбский № 223            |                |
| 296 | Ходаненок, Раиса Устиновна           | Лиепайский район           | Гробинский № 224          |                |
| 297 | Холштейн, Жан Вильевич               | Огрский район              | Лиелвардский № 254        |                |
| 298 | Храпан, Чеслав Антонович             | Валкский район             | Трикатский № 314          |                |
| 299 | Цауне, Байба Яновна                  | город Юрмала               | Юрмальский № 139          |                |
| 300 | Циелавс, Айварс Вилисович            | Вентспилсский район        | Попский № 324             |                |
| 301 | Цинатс, Юрис Имантович               | Валмиерский район          | Матишский № 318           |                |
| 302 | Цунский, Павел Болиславович          | Даугавпилсский район       | Субатский № 182           |                |
| 303 | Чевачин, Валерий Николаевич          | Рига (Пролетарский район)  | Рижский № 89              |                |
| 304 | Челнов, Григорий Иосифович           | Краславский район          | Дагдский № 211            |                |
| 305 | Чемм, Виталий Александрович          | Рижский район              | Марупский № 275           |                |
| 306 | Чепанис, Альфред Казимирович         | Лиепайский район           | Руцавский № 227           |                |
| 307 | Чернецов, Михаил Васильевич          | Рига (Ленинградский район) | Рижский № 14              |                |
| 308 | Черногорцева, Антра Сергеевна        | Огрский район              | Яуногрский № 250          |                |
| 309 | Чернявская, Альбина Михайловна       | Бауский район              | Иецавский № 164           |                |
| 310 | Чиксте, Артур Эдуардович             | Елгавский район            | Залениекский № 208        |                |
| 311 | Чмыхалов, Александр Тихонович        | Рига (Пролетарский район)  | Рижский № 83              |                |
| 312 | Чуришкис, Ансис Янович               | Рига (Ленинский район)     | Рижский № 26              |                |
| 313 | Шнейдерс, Янис Янович                | Рижский район              | Саласпилсский № 280       |                |
| 314 | Шпогис, Казимир Албинович            | Лудзенский район           | Карсавский № 237          |                |
| 315 | Штерн, Висвалдис Николаевич          | Екабпилсский район         | Виеситский № 202          |                |
| 316 | Штефанюка, Лилита Екабовна           | Кулдигский район           | Алсунгский № 216          |                |
| 317 | Шувалова, Ирина Кирилловна           | Рига (Ленинградский район) | Рижский № 10              |                |
| 318 | Шушаникова, Мария Петровна           | Рига (Пролетарский район)  | Рижский № 99              |                |
| 319 | Щупановский, Ранид Фёдорович         | Рига (Ленинградский район) | Рижский № 23              |                |
| 320 | Эглит, Альфред Оскарович             | Рижский район              | Ропажский № 278           |                |
| 321 | Юндзис, Янис Аугустович              | Рига (Кировский район)     | Рижский № 6               |                |
| 322 | Юра, Юрий Николаевич                 | Цесисский район            | Приекульский № 172        |                |
| 323 | Якутин, Анатолий Фёдорович           | город Лиепая               | Лиепайский № 122          |                |
| 324 | Янсоне, Дайга Яновна                 | Валмиерский район          | Паргауйский № 320         |                |
| 325 | Янушевская, Милда Яновна             | Елгавский район            | Лиелплатонский № 206      |                |
| 326 | Ященко, Валерий Сидорович            | город Вентспилс            | Вентспилсский № 146       |                |